# Acetamida
L'acetamida o etanamida és un compost orgànic amb la fórmula CH₃CONH₂. L'acetamida també és un mineral de la classe dels substàncies orgàniques que es pot trobar a la natura. En la seva forma pura és un sòlid cristal·lí blanc. S'utilitza com a plastificant en la síntesi de molts compostos orgànics.

## Síntesi
L'acetamida s'obté per deshidratació de l'acetat d'amoni:
CH₃COONH₄ → CH₃CONH₂ + H₂O